# Гостиница Телепчи
Гостиница Телепчи (также Приморская гостиница Телепчи, дача Телепчи отель «Алупка», санаторий Цусстраха № 3) — здание постройки начала XX века, расположенное в Алупке, по адресу улица Фрунзе, дом 8 (ранее Воронцовская улица), выявленный объект культурного наследия России, памятник культурного наследия Украины.

## Описание
Прямоугольное двухэтажное здание с фахверковыми стенами, с двумя устроенными по лицевому и боковым фасадам галереями на первом и втором этажах, было оформлено в стиле крымско-татарской архитектурной традиции. Галереи, с резным деревянным ограждением, поддерживались квадратными деревянными столбами, с резными кронштейнами. Исследователи усматривают в первоначальном облике здания отсылки к Бахчисарайскому дворцу и считают материальным свидетельством взаимодействия различных крымских архитектурных традиций. Со стороны улицы гостиница стоит на высокой подпорной стене, образующей террасу площадью 0,59 десятины (примерно 0,64 гектара), огороженную по парапету металлическим заборчиком. На террасу вела небольшая каменная лестница с калиткой, через которую попадали к главному входу, портал которого был выполнен в форме ризалита, увенчанного резной аркой-шатром. Задний фасад выходит на подпорную стену, удерхивающую верхний склон.
Предполагается, что уже после передачи гостиницы в частное владение в 1990-х — 2000-х годах, были произведены серьёзные переделки: надстроили ещё один этаж и уничтожили весь деревянный декор фасадов здания («варварские изменения»). Поскольку сведений о первоначальной внутренней планировке и убранстве гостиницы нет, то оценить степень их сохранности не представляется возможным.

## История
Время постройки здания пока не установлено — исследователи, исходя из первого упоминания гостиницы в 5-м издании «Путеводителя по Крыму» А. Я. Безчинского 1905 года, осторожно относят эту дату к началу XX века. Между тем, в путеводителе Н. А. Головкинского 1894 года упоминаются меблированные комнаты Теленчи, а «комнаты у Телепчи» предлагались в путеводителе Анны Москвич 1889 года.
Владение в местечке Алупка Телепчи-Барамбетова Б. А. с гостиницей (1 строение) на участке площадью 0,59 десятины значится в Статистическом справочнике Таврической губернии. Ч.II-я. Статистический очерк, выпуск восьмой Ялтинский уезд, 1915 год.
После окончательного установления советской власти в Крыму 17 ноября 1920 года, 16 декабря того же года приказом председателя Революционного комитета Крыма были изъяты «из частного владения как разных ведомств, так и частных лиц все имения Южного берега Крыма в районе от Судака до Севастополя включительно». Гостиницу Телепчи, как и многие алупкинские пансионы, в 1921 году включили в состав санатория № 25/26 Цустраха, позже — отделение № 2 санатория Цустраха № 3. В середине 1960-х годов бывшая гостиница стала одним из корпусов санатория «Солнечный», а в 1990-х — 2000-х годах была передана в частное владение и сейчас функционирует, как гостиница «Алупка».
Строителем и бессменным владельцем гостиницы был крещёный крымский татарин Борис Александрович Телепчи-Барамбетов, один из самых влиятельных и богатых коренных алупкинцев, владевший ещё несколькими домами п посёлке и виноградником и входивший в попечительский совет санатория А. А. Боброва. Распространена версия, что жена Бориса Александровича, Елизавета Фёдоровна Шидловская, была дочерью генерала и умерла от туберкулёза в 1914 году, но в списках генералов российской императорской армии и флота Фёдор Шидловский не значится, а, судя по «Статистическому справочнику» 1915 года, «Телепчи-Барамбетов Б. А. и Е. (видимо, Елизавета) Фёдоровна» ещё числилась совладелицей земельного участка с 1 двором и площадью 4,35 десятины.